# Tricassa
Tricassa es un género de arañas araneomorfas de la familia Lycosidae. Se encuentra en África austral y Madagascar.

## Lista de especies
Según The World Spider Catalog 12.0:
- Tricassa deserticola Simon, 1910
- Tricassa madagascariensis Jocqué & Alderweireldt, 2001